# Chiesa nativa polacca

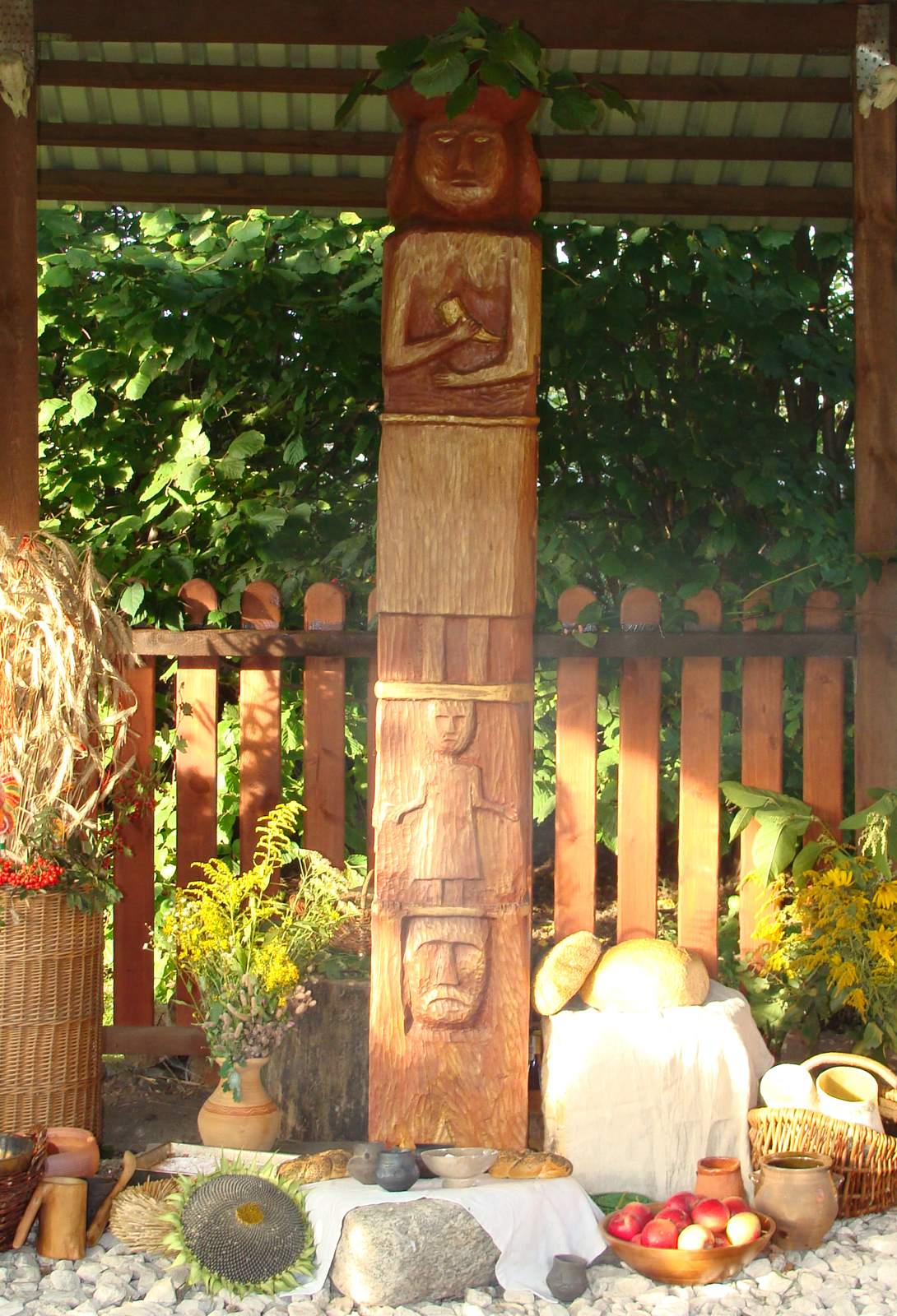
Chram Mazowiecki RKP (2009)

 La Chiesa nativa polacca (Rodzimy Kosciół Polski, sigla RKP) è un'organizzazione neopagana polacca.

## Storia
L'associazione fu fondata nel 1995 da Lech Emfazy Stefanski, attuale direttore e guida spirituale del gruppo. Emfazy Stefanski in precedenza è stato il presidente della Società Psicotronica Polacca ed è autore del libro Wyrocznia słowiańska. Magiczny krąg Świętowita ("L'oracolo slavo. Circolo magico di Svantevit", 1993).
La religione della Chiesa nativa polacca reinterpreta l'antico politeismo slavo in senso enoteistico, in quanto le varie divinità del pantheon slavo (che vengono comunque adorate dai membri del RKP) vengono identificate con aspetti o manifestazioni di un unico dio supremo che viene a sua volta identificato con il dio Svetovit.
Secondo l'RKP, inoltre, questo dio supremo è lo stesso che viene adorato nelle altre religioni, per cui l'appartenenza al RKP non esclude l'appartenenza ad altre religioni.
Lo RKP ha sede a Varsavia e conta qualche centinaio di aderenti, che non devono pagare alcuna quota di iscrizione. L'associazione è iscritta al registro delle organizzazioni religiose del Ministero dell'interno.